# White Hunter
White Hunter è una serie televisiva britannica in 39 episodi trasmessi per la prima volta nel corso di una sola stagione dal 1957 al 1958. È una serie d'avventura incentrata sulle vicende di John A. Hunter, cacciatore di caccia grossa in Africa.

## Personaggi e interpreti
- John A. Hunter (39 episodi, 1957-1959), interpretato da Rhodes Reason.
- Atimbu (10 episodi, 1957-1958), interpretato da Harry Baird.
- Purley (5 episodi, 1957-1958), interpretato da Hugh Moxey.
- Capitano R. Hagan (4 episodi, 1957-1958), interpretato da Tim Turner.
- Banstrad (4 episodi, 1958-1959), interpretato da Jack Lambert.
- Kagaya (3 episodi, 1958-1959), interpretato da Andre Dakar.
- Bailey (3 episodi, 1957-1958), interpretato da John Rae.
- Bearer (3 episodi, 1958), interpretato da Danny Daniels.

## Produzione
La serie fu prodotta da Beaconsfield Productions e Incorporated Television Company e Telestar Productions e girata nei Twickenham Film Studios a Twickenham in Inghilterra e in Africa (per il materiale di repertorio). Le musiche furono composte da Philip Green.

### Registi
Tra i registi sono accreditati:
- Ernest Morris in 18 episodi (1957-1958)
- Darcy Conyers in 7 episodi (1957-1958)
- Joseph Sterling in 6 episodi (1957-1958)
- Peter Maxwell in 3 episodi (1957-1958)
- Bernard Lewis in un episodio (1957)

### Sceneggiatori
Tra gli sceneggiatori sono accreditati:
- Donn Mullally in 8 episodi (1957-1958)
- Lee Loeb in 7 episodi (1957-1958)
- Lee Erwin in 5 episodi (1957-1958)
- Herbert Purdom in 3 episodi (1957-1958)
- Robert Libott in 2 episodi (1957-1958)
- Ellis Marcus in 2 episodi (1957-1958)
- Frank L. Moss in 2 episodi (1957-1958)
- Leonard Fincham in 2 episodi (1958)

## Distribuzione
La serie fu trasmessa nel Regno Unito dal 12 ottobre 1957 al 28 giugno 1958 sulla rete televisiva Independent Television.

## Episodi
| Stagione       | Episodi | Prima TV Regno Unito |
| -------------- | ------- | -------------------- |
| Prima stagione | 39      | 1957-1958            |